# Никша Ђујић
Никша Ђујић (Книн, 9. март 1952) је српски фудбалер, наступао је и за младу и за сениорску репрезентацију Југославије.

## Играчка каријера
Један је од најталентованијих играча који су икада обукли дрес Динаре. Првотимац је постао 1969. године са 17 година, а већ наредне године је добио понуде од Хајдука, Партизана и Црвене звезде, али је отишао у ОФК Београд, где је играо у одбрани и важио годинама за једног од настандарднијих одбрамбених играча у бившој Југославији.
Након десет сезона проведених у ОФК Београду прешао је у берлинску Херту у Бундеслигу. Ту се повредио и окончао каријеру. Са репрезентацијом Југославије до 23. године био је првак Европе 1974. године.
За репрезентацију Југославије одиграо је само један меч. Разлог томе су његови лоши односи са тадашњим председником ОФК Београда Томашом Томашевићем, чије лобирање је, према неким познаваоцима спортских дешавања у клубу, утицало на то да Ђујић не игра за репрезентацију 
У монографији објављеној поводом стогодишњице ОФК Београда, 2011. године, уврштен је међу најзначајније играче у историји тог клуба. Данас се бави стручним пословима у фудбалу и годинама је члан најужег руководства ОФК Београда.